# Sonia Sotomayor
Sonia Sotomayor (25 de juny de 1954) és una jutgessa associada del Tribunal Suprem dels Estats Units. El 26 de maig de 2009, el president estatunidenc Barack Obama la va nomenar per reemplaçar el jutge David Souter.

## Infància i maduresa
Sotomayor és filla de pares porto-riquenys. Va néixer al comtat del Bronx, Nova York, en un projecte habitacional de la part el sud del comtat, a escassa distància del Yankee Stadium. Als 8 anys li van diagnosticar Diabetis Tipus I. El seu pare va morir a l'any següent. La seva mare, Celina Sotomayor la va criar al costat del seu germà menor, Juan. Es va casar el 1976 i es va divorciar el 1983.

## Educació
Sotomayor va completar la high school a la Cardinal Spellman High School, una escola catòlica del Bronx. Va obtenir el seu Títol de Grau a la Universitat de Princeton el 1976, amb honors Summa Cum Laude, posteriorment va obtenir el títol Juris Doctor a la facultat de Dret de la Universitat Yale.

## Carrera legal
Sotomayor fou assistent del fiscal del districte, perseguint casos de robatoris, homicidis, brutalitat policíaca i pornografia infantil. El 1984 es va incorporar al bufet d'advocats Pavia & Harcourt on es va especialitzar en assumptes de propietat intel·lectual.

## Servei com a jutge federal
El 27 de novembre de 1991 va ser nomenada pel president George H. W. Bush membre del tribunal del districte sud de Nova York, convertint-se en la jutgessa més jove de l'aquell districte i la primera jutgessa federal hispana en tot l'estat de Nova York.

## Cort Suprema de Justícia dels Estats Units
El 26 de maig de 2009 el president Barack Obama la va nomenar per al càrrec de Jutgessa Associada de la Cort Suprema dels Estats Units. El 6 d'agost de 2009, el nomenament de Sotomayor fou sotmès a votació en el ple del Senat i confirmat per 68 vots a favor i 31 en contra. Tots els demòcrates i dos independents van votar a favor de la confirmació, a excepció del senador Edward Kennedy, que no era present per motius de salut, 31 republicans es van oposar a la designació, i nou li van donar suport.